# 张明乡
张明乡，是中华人民共和国河南省周口市商水县下辖的一个乡镇级行政单位。

## 行政区划
张明乡下辖以下地区：
西张明村、东老门潭村、何渡口村、寺王村、董湾村、葫芦湾村、沟西村、龙胜村、董范村、沱河村、蔡庄村、屈庄村、东张明村、陆间楼村、小王庄村、后马庄村、坡杜村、闫庄村、胯陈村、尚集村、曹庄村、周济铺村和大连庄村。